# Каянгел (штат)
Каянгел (англ. Kayangel, яп. カヤンゲル州) — самый северный штат Палау, в 24 км от штата Корор. Площадь штата составляет 1,4 км², население — 54 человека (согласно переписи 2015 года). В составе штата находятся три атолла:
| Атолл        | Площадь земли (км²) | Общая площадь (км²) | Координаты                       |
| ------------ | ------------------- | ------------------- | -------------------------------- |
| Каянгел      | 1,39                | 21,6                | 08°04′ с. ш. 134°42′ в. д.       |
| Нгаруангел   | 0,02                | 20,1                | 08°10′ с. ш. 134°38′ в. д.       |
| Веласко      | —                   | 330                 | 08°20′29″ с. ш. 134°36′45″ в. д. |
| Штат Каянгел | 1,40                | 372                 |                                  |

## Атолл Каянгел

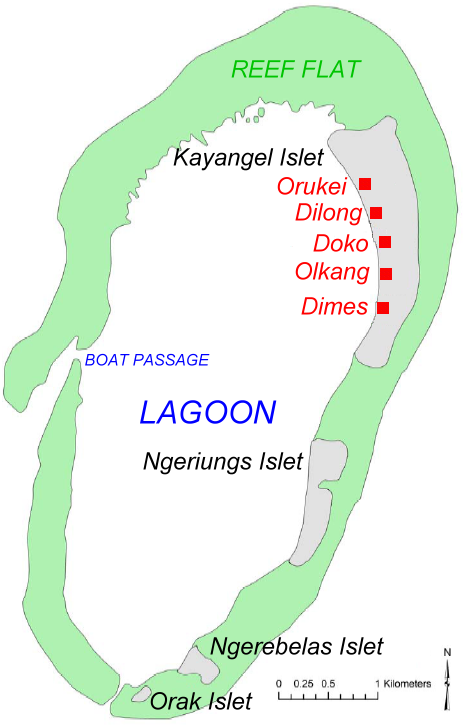
Атолл Каянгел

Атолл Каянгел является единственным обитаемым островом из всех этих атоллов, а также самым крупным из всех этих островов. Площадь атолла Каянгел составляет 99 % от площади штата Каянгел.
Атолл находится в 35 км к северу от острова Бабелтуап, крупнейшего острова в составе Палау, и лишь в 3 км к северу от барьерного рифа Бабелтуапа.
Протяжённость острова с севера на юг составляет 7,2 км, ширина — 3,7 км. Площадь атолла включая лагуну составляет 20 км².
Средняя глубина лагуны на острове составляет 6 м, наибольшая — 9,6 м. Вокруг лагуны находится около 25 крупных вершин. Дно лагуны в основном песчаное. На западной стороне находится маленький проход для лодок под названием «Улах» (англ. Ulach). Глубина прохода составляет от 2 до 4 метров. В лагуне нет большого разнообразия кораллов. Рядом с перевалом часто встречаются крупные рыбы, дельфины и морские черепахи.
На восточной и южной сторонах есть четыре густо заросших лесом островка. С севера на юг: Каянгел (англ. Kayangel), Нгериунгс (англ. Ngeriungs), Нгеребелас (англ. Ngerebelas) и Орак (англ. Orak).

## Риф Нгаруангел
Риф Нгаруангел (Нгаруангл) — зарождающийся аттол, расположенный в 8,7 км к северу-западу от атолла Каянгел и отделённый от него проливом Нгаруангл, являющимся очень глубоким и имеющим ширину в 8 км проливом. Аттол имеет длину в 5,4 км с севера на юг; имеет ширину в 1,8 км на севере и 3,7 на юге, 3 км в среднем. Площадь, включая лагуну, — 15 км2. Лагуна мелководная, со средней глубиной в 6 м; она имеет около 115 вершинных и коралловых рифов, а также лодочный путь через северо-восточную часть барьерного рифа. Дно лагуны покрыто густым песчаным осадком и зарослями коралла Acropora. Риф защищается заповедником Нгаруангел.

### Остров Нгаруангел
В центре восточного края атолла, в его самой восточной точке есть маленький необитаемый островок Нгаруангел. Остров Нгаруангел протягивается на 200 м с севера на юг, имеет ширину в 65 м на юге и 105 м на севере. К острову прилегает песчаная отмель, связывающая северо-запад с лагуной; она имеет длину в 75 м и ширину в 20 м. Площадь острова составляет 1,5 га (3,7 а).
Островок почти полностью состоит из жёстких коралловых скал, выброшенных прибоем. Большинство из них острые и состоят в основном из кораллов Acropora. Песок и песчаный гравий ограничены берегом лагуны и южной оконечностью. Высота над уровнем моря — чуть меньше метра.
На острове нет растительности. Животный мир представлен различными морскими долгоножками. Многочисленны крачки.

## Риф Веласко
Риф Веласко — затонувший атолл к северу от рифа Нгаруангел, поднимающийся с окружающего морского дна и имеющий глубину в  2 000 м. Он не полностью отделён от рифа Нгаруангл и на спутниковых фотографиях выглядит, как его северная часть. Он протягивается на 30 км на север и имеет ширину в 14 км, имеет форму овала и площадь приблизительно в 330 км2. Часть рифа не отмечена на картах. Центральная депрессия (лагуна) имеет глубину от 31 до 55 м, в то время как глубины вдоль края — от 11,9 до 22 м (главным образом от 15 до 20 м), на которых бывают перепады при сильных приливных течениях. Воздействие сильных волн ограничивает разнообразие кораллов и покров на рифе Веласко. 

## Образование
Государственные школы в Каянгеле открыты Министерством образования Палау.
Начальная школа Каянгела была построена в 1965 году. Раньше студенты учились дома или ходили в школы на острове Бабелтуап. Также, официально, начальную школу Каянгела заменяла школа штата Нгараард.
Высшая школа Палау была открыта в 1962 году и на данный момент является единственной государственной высшей школой в стране.